# 錢志健
錢志健（Edward Chin），香港資深對沖基金經理。曾為全球最大型倫敦上市對沖基金Man Investments 地區主管。中學時期就讀香港拔萃男書院，在美國明尼蘇達大學修讀傳理系，加拿大多倫多大學工商管理碩士畢業。1990年代初期在在多倫多主理多元文化電台CHIN Radio/ TV International, 為中文部台長；也曾為多倫多Fairchild Radio 副總裁及業務推廣總監。90年代中再從返投資界，曾在加拿大兩大銀行資產部門工作，以北美及環球長短倉為主打。
錢氏在2000年中回流亞洲，從事另類投資工作，目前為一家族資產投資公司董事局成員。自2006年中，開始了《信報》「金融圈內」專欄，也在電子媒體及大氣電波作嘉賓主持。錢氏為大馬力哈利電單車愛好人士，創立了Ride 4 Hope，希望在金融及投資以外，作另類贏家。錢氏為2047香港監察召集人。
錢志健2016年4月競選香港交易及結算所有限公司董事失敗。

## 外部連結
- 錢志健：離場就是最好投資 （页面存档备份，存于）